# Svoboda tisku
| Velmi vážná situace Obtížná situace | Znatelné problémy Uspokojivá situace | Dobrá situace Není klasifikováno / nejsou data |

Index svobody tisku 2022, jejž publikují Reportéři bez hranic
Velmi vážná situace
Obtížná situace
Znatelné problémy
Uspokojivá situace
Dobrá situace
Není klasifikováno / nejsou data

Svoboda tisku představuje právo na svobodné šíření hromadných sdělovacích prostředků, tj. tisku, rozhlasu, televize a dalších masmédií (včetně internetových) spočívající zejména v necenzurovaném zveřejňování informací a názorů. Svoboda tisku má zajišťovat svobodné utváření názorů. Podrobnosti v jednotlivých zemích obvykle upravují zákony o médiích, zejména tiskový zákon. Myšlenka svobody tisku byla vyvinuta zejména v období osvícenství. Světový den svobody tisku se připomíná od roku 1993 dne 3. května.
Organizace Reportéři bez hranic každoročně vydává Index svobody tisku, který zahrnuje většinu zemí světa.